# Wubi
Wubi (Windows-based Ubuntu Installer) був офіційним вільний установник Ubuntu Linux, призначеним для запуску в операційних системах сімейства Windows, з ліцензією GPL. За допомогою Wubi користувачі Windows могли встановлювати і видаляти Ubuntu як звичайну Windows-програму. З 2013 року підтримку Wubi припинено.
Wubi народився як незалежний проект, тому в Ubuntu версій 7.04 і 7.10 він був присутній як неофіційний реліз. При розробці версії 8.04 код був об'єднаний з Ubuntu, так що, починаючи з версії 8.04 alpha 5, Wubi можна знайти на Ubuntu Live CD.
Метою проекту є надання допомоги користувачам Windows, не знайомим з GNU/Linux, в поступовому освоєнні цієї системи без ризику втрати інформації при підготовці диска до класичної інсталяції.
Wubi не є віртуальною машиною. Він створює автономну інсталяцію, не використовуючи образи дисків (loopmounted device), на відміну від Topologilinux. Це не власне дистрибутив Linux, а скоріше інсталлятор для Ubuntu.

## Опис роботи
Після запуску wubi.exe створюється Windows-тека з необхідними файлами Ubuntu.
При перезавантаженні комп'ютера в стандартному завантажувальному меню вибору операційних систем Windows відображатиметься додатковий рядок «Ubuntu» і користувач зможе вибирати між своєю старою Windows і новою Ubuntu.
Видалити wubi.exe (і всі файли Ubuntu) можна у будь-який момент, як звичайну програму через «Панель управління» за допомогою меню «Встановлення і видалення програм» Windows.

## Схожі проекти
- andLinux: використовує coLinux для запуску на Windows.
- Topologilinux: використовує coLinux для запуску на Windows.
- Instlux, включений в openSUSE починаючи з реліза 10.3.[3]
- Win32-Loader.
- UNetbootin.

## Виноски
1. ↑  Wubi — FAQ. Wubi. Архів оригіналу за 26 червня 2007. Процитовано 23 червня 2007. [Архівовано 2007-06-26 у Wayback Machine.]
2. ↑  Ubuntu Website Warns Windows 8 Users: Don’t Use WUBI (англ.) . 19 лютого 2014. Архів оригіналу за 13 листопада 2019. Процитовано 13 листопада 2019.
3. ↑  Instlux — openSUSE. Архів оригіналу за 28 березня 2008. Процитовано 28 серпня 2008.